# Le Bleu du ciel
Cet article possède un paronyme, voir Bleu du ciel.
Le Bleu du ciel est un roman court de Georges Bataille achevé en mai 1935, mais paru, après quelques retouches de l'auteur, vingt-deux ans plus tard, en 1957, aux éditions Jean-Jacques Pauvert. Il a été réédité  en 1971 dans le tome III (Œuvres littéraires) des Œuvres complètes de Georges Bataille, par Gallimard. Il est accompagné dans ce volume de Madame Edwarda, Le Petit,  L'Archangélique,  L'Impossible, La Scissiparité, L'Abbé C., L'Être indifférencié n'est rien. Il se trouve aussi dans l'édition complète des Romans et récits dans la Bibliothèque de la Pléiade, parue chez Gallimard en 2004.

## La genèse et le contexte
La genèse et le destin de ce roman sont assez mouvementés. Bataille publia d'abord quelques pages seulement d'un texte antérieur intitulé Le Bleu du ciel (qui n'a que peu à voir avec le roman, hormis le titre et une séquence de « phantasmes mythologiques » qui se rattachent surtout à L'Anus solaire) dans le no 8 de juin 1936 de la revue Minotaure, texte écrit en août 1934 et repris, avec quelques modifications, dans un chapitre de L'Expérience intérieure (Gallimard, 1943) sur le supplice et l'extase religieuse. Dans la revue, ces quelques pages accompagnaient un poème d'André Masson, « Du haut de Montserrat », la reproduction d'un de ses tableaux de 1935, « Aube à Montserrat » et la photographie « Paysage aux prodiges », faisant écho à une nuit passée sur le Montserrat, dont André Masson fit le récit.

Le roman a été écrit dans un moment de « rage », mot qui revient si souvent sous la plume de Bataille, alors qu'il commençait à rédiger un essai, dans la continuité de son texte sur « La structure psychologique du fascisme » (paru en 1933 dans La Critique sociale), qu'il ne terminera pas : Le Fascisme en France, et dont il ne reste que des pages préparatoires et quelques lignes rédigées. Songeant à ce roman au moins depuis septembre 1934, Bataille envisage d'abord de lui donner comme titre Les Présages. Dans son « Avant-propos » au roman, Bataille évoque lui-même cette « rage », à la manière d'un « principe » d'écriture, rage sans laquelle il eût été aveugle aux possibilités de l'excessif et qui caractérise son écriture tourmentée : 

« Un peu plus, un peu moins, tout homme est suspendu aux récits, aux romans, qui lui révèlent la vérité multiple de la vie. Seuls ces récits, lus parfois dans les transes, le situent devant le destin. […] Le récit qui révèle les possibilités de la vie n’appelle pas forcément, mais il appelle un moment de rage, sans lequel son auteur serait aveugle à ces possibilités excessives. Je le crois : seule l'épreuve suffocante, impossible, donne à l'auteur le moyen d'atteindre la vision lointaine attendue par un lecteur las des proches limites imposées par les conventions. Comment nous attarder à des livres auxquels, sensiblement, l'auteur n'a pas été contraint ? »

 Et revendiquant une certaine lourdeur d'écriture, destinée à suffoquer le lecteur, il ajoute : « J'ai voulu m'exprimer lourdement. »
Pour concevoir son roman, Bataille réutilise des textes antérieurs : d'abord, pour ouvrir le livre, il reprend un récit scandaleux, « Dirty » (daté de manière variable : 1925, 1926, 1928 ou 1929), qui serait un reste du roman détruit, « assez littérature de fou », intitulé W.-C., dont il fera mention dans Le Petit (publié en 1943 sous le pseudonyme de Louis Trente). Dans la première partie, il reprend également une série d'aphorismes, qui évoquent à la fois le projet sur « L'Œil pinéal » (conçu vers 1927) et L'Anus solaire (1931). Ainsi, dès l'introduction, placée sous le signe de Dirty (signifiant en anglais sale, ordurier), « abréviation provocante » de Dorothea, la femme aimée par le narrateur, Troppmann, avec laquelle il s'abandonne à l'ivresse et à la souillure jusqu'à épuisement et écœurement, le roman précipite le lecteur dans une frénésie mêlée de joie et d'horreur, montrant une humanité aux limites de l'animal et du divin. Le récit commence par cette phrase : « Dans un bouge de quartier de Londres, dans un lieu hétéroclite des plus sales, au sous-sol, Dirty était ivre. Elle l'était au dernier degré ».

## Le texte
Bataille y raconte quelques mois dans la vie d'excès d'Henri Troppmann, qui est le narrateur, errant en quête d'identité à travers l'Europe, à Londres, Paris, Barcelone et Trèves, en compagnie de ses amies Dirty, Lazare et Xénie. À travers ces figures féminines, entre hallucination, cauchemars et réalité, Troppmann expérimente chaque fois des sentiments ambivalents où dominent l’angoisse, les sanglots et la volonté d’autodestruction. Alors qu’il éprouve de l’admiration et une forme d’amour pour la première, la seconde lui sert de confidente pour se purger de ses déviances sexuelles (nécrophilie) et secrets les plus honteux (son impuissance au lit avec Dirty), et la troisième de substitut à sa femme Edith qu’il reconnaît tromper sans vergogne.
Mais à travers cette histoire personnelle, le récit fait sentir le désœuvrement et le dégoût devant un monde qui s'apprête à se lancer dans l'abîme. Tout au long des scènes suivant l'introduction, où le narrateur s'abandonne à l'ordure jusqu'à l'épuisement, on le voit se détruire, en une sorte d'« échappée dans une réalité démente », à force de boisson, d'excès, et juste avant sa mort, il oblige Xénie, la jeune fille qui essaie de le sauver, à des gestes obscènes. L'étrange personnage de Lazare (dont Boris Souvarine reprocha à Bataille qu'il avait pour modèle Simone Weil) est une femme laide, bonne, intelligente, et militante politique dont la présence est un besoin pour Troppmann : « je me demandai un instant si elle n’était pas l’être paradoxalement le plus humain que j’eusse jamais vu ». La deuxième partie de l'ouvrage, dont les « présages » apparaissent comme un pressentiment de la catastrophe à venir, se déroule à Barcelone, en pleine émeute, annonçant la guerre civile. Mais le narrateur réalise peu à peu qu'il a gâché sa vie, et que son « rêve de révolution », son escapade en Espagne n'étaient qu'une fuite inutile, se considérant finalement comme « un chien tirant sur la laisse. »
La fin du roman, elle, se joue en Allemagne, à Trèves. Dans le dernier chapitre, intitulé « Le jour des morts », Troppmann et Dirty se livrent à une débauche amoureuse dans un cimetière étoilé : « La terre, sous ce corps, était ouverte comme une tombe, son ventre nu s'ouvrit à moi comme une tombe fraîche. Nous étions frappés de stupeur, faisant l'amour au-dessus d'un cimetière étoilé. » Le spectacle final auquel assiste le narrateur, après avoir quitté Dirty partie en voyage, est un concert donné par un groupe des jeunesses hitlériennes, spectacle terrifiant et obscène, qu'il ressent comme une « marée montante du meurtre », laissant augurer du cataclysme à venir, « une incantation, qui appelait à la guerre et au meurtre. [...] Hallucinés par des champs illimités où, un jour, ils s'avanceraient, riant au soleil : ils laisseraient derrière eux les agonisants et les morts. »